# سد البرود
سد البرود أحد سدود مكة المكرمة التاريخية.

## الوصف
يقع السد في محطة البرود على درب زبيدة شمال شرق مكة المكرمة على بعد 18 كم منها٬ طول جداره 61 متر٬ وارتفاعه 1.2 متر٬ وسمك الجزء الأكبر منه 3.3 متر. بني بصفين من الحجارة المجصصة٬ التي حشي بينهما بأحجار الدبش ٬ وقد بني على الأرجح في أواخر القرن الثاني الهجري٬ وهو في حالة جيدة٬ ولكن الطمي طمر حوضه تمامًا.